# Ипподромная улица (Ижевск)
Ипподро́мная у́лица — улица в Индустриальном районе города Ижевск. Проходит в Восточном посёлке с юга на север параллельно Совхозной улице. Нумерация домов ведётся с юга на север.

## История
Улица существует с 1933 года. Название дано по Ижевскому республиканскому ипподрому, открытому в начале улицы в 1949 году на базе Удмуртской государственной заводской конюшни.
Со временем начало улицы было снесено, и сегодня на его месте возвышаются многочисленные медицинские учреждения и новостройки.

## Расположение
Ипподромная улица находится в географическом центре нагорной части Ижевска. Проходит через жилые районы Карлутский и Культбаза Индустриального административного района Ижевска между улицами Парковой и Совхозной. Её начало находится во дворе домов № 3 и № 5 Совхозной улицы.
От дома № 5 Ипподромная улица проходит на север и пересекает улицу Герцена, Профсоюзный переулок, Лагерную улицу, Воткинский и Уральский переулки. Улица заканчивается тупиком на краю оврага недалеко от перекрёстка улиц 9 Января, Совхозной и переулка Грибоедова.
Застроена индивидуальными и многоквартирными малоэтажными домами.

## Примечательные здания и сооружения
По нечётной стороне:
- № 17 — жилой комплекс «Ботаника»

По чётной стороне:
- № 96 — проектно-строительная компания «УдмуртГазПроект»

## Общественный транспорт
Вдоль улицы, к востоку от неё проходит линия трамвая с маршрутами №  и . На ней расположено несколько станций с которых можно попасть на улицу:
- к началу улицы — «Улица Герцена»
- к середине улицы — «Профсоюзная», «Воткинский переулок»
- к концу улицы — «Переулок Уральский»